# 迴瀾橋 (蕭山區)
迴瀾橋是中华人民共和国浙江省杭州市萧山区城厢街道城河上的橋梁，建於清朝乾隆五十七年（1792年）。1993年4月15日，迴瀾橋入選蕭山市文物保護單位；由於蕭山市改制為蕭山區，迴瀾橋於2009年4月20日獲調整成為第四批杭州市文物保护单位。

## 歷史

刻有「回瀾橋」的蕭山市文物保護單位標誌

迴瀾橋建於清朝乾隆五十七年（1792年），又名「迴龍橋」。「迴瀾橋」意指城河自東向西流至橋下時出現迴流，形成波瀾，這一命名是為了紀念明朝蕭山縣知縣陳如松治理城河之功績。迴瀾橋建造之時，該處運河河段即已有繁忙運輸，橋梁為便於行船被設計為高橋拱，令行人感觉过桥艰难，人称“为难桥”。
1993年4月15日，迴瀾橋入選蕭山市文物保護單位；由於蕭山市改制為萧山区，迴瀾橋於2009年4月20日獲調整成為第四批杭州市文物保护单位。

## 建築
迴瀾橋位於中华人民共和国浙江省杭州市萧山区城厢街道城河上，在新迴瀾橋（位於迴瀾路）以東，為南北走向的單孔石造拱桥，橋孔為環洞狀，拱券的砌筑為纵联分节并列，橋面為平面，两端各有21级踏跺，两侧各有9块栏板，末端有抱鼓石，以望柱间隔，外有龙头镇桥。橋額刻有“廻瀾”二字，金刚墙西侧立柱刻有楹联，為“半市七桥足徵东土人烟聚，一河六港滙使南流地利兴”，落款为“乾隆壬子（1792年）秋孟月，陈春题”，東側亦有相同的楹聯。迴瀾橋長21.4公尺，面寬3.8公尺，跨徑8.8公尺，成書於1987年的《萧山县志》稱其為蕭山縣城内最高的古石拱桥。迴瀾橋洞南側建有縴道。

橋額刻有「廻瀾」二字，此為東側橋額
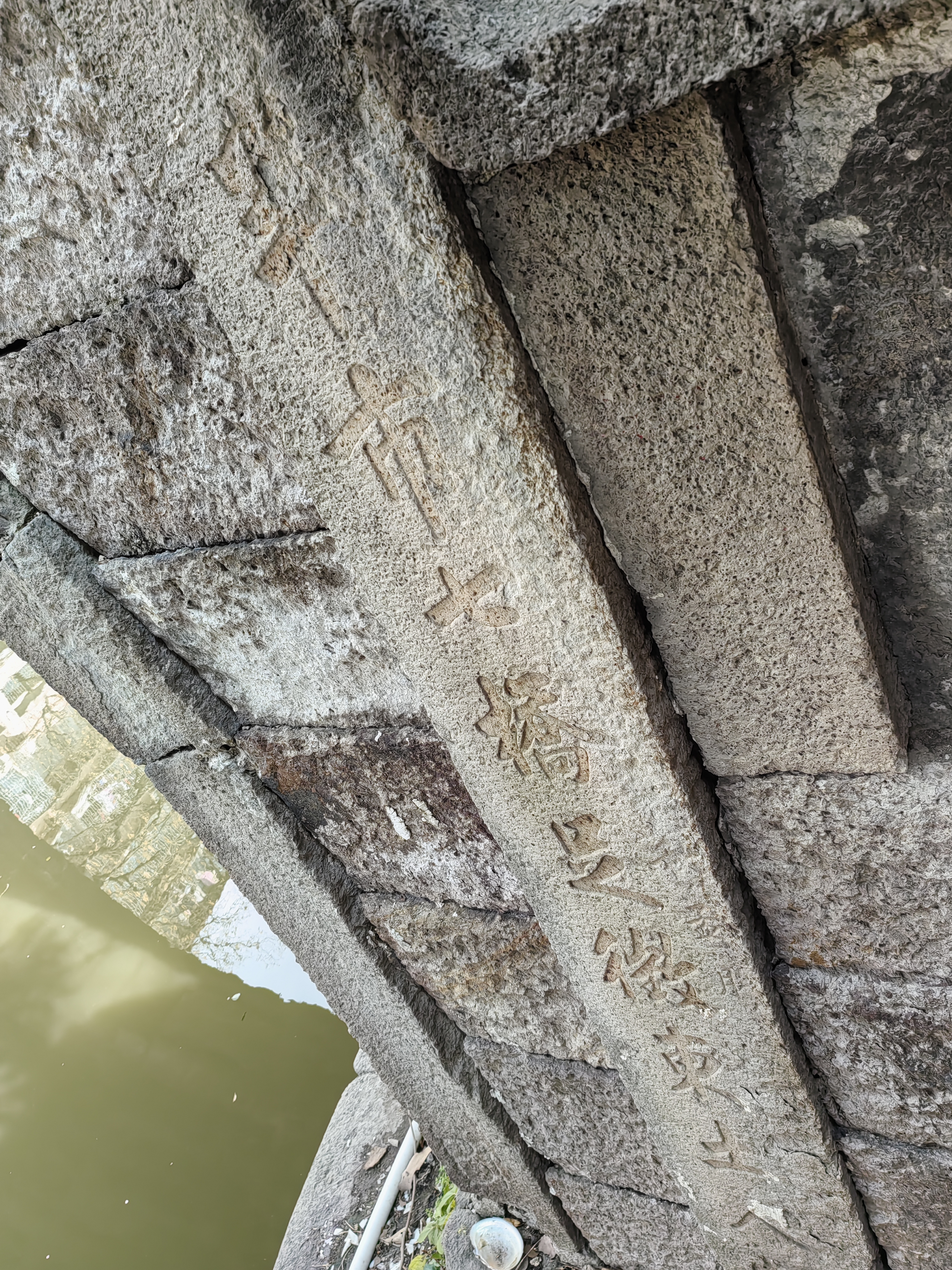
立柱刻有「半市七橋足徵東土人煙聚」，此為西側右立柱
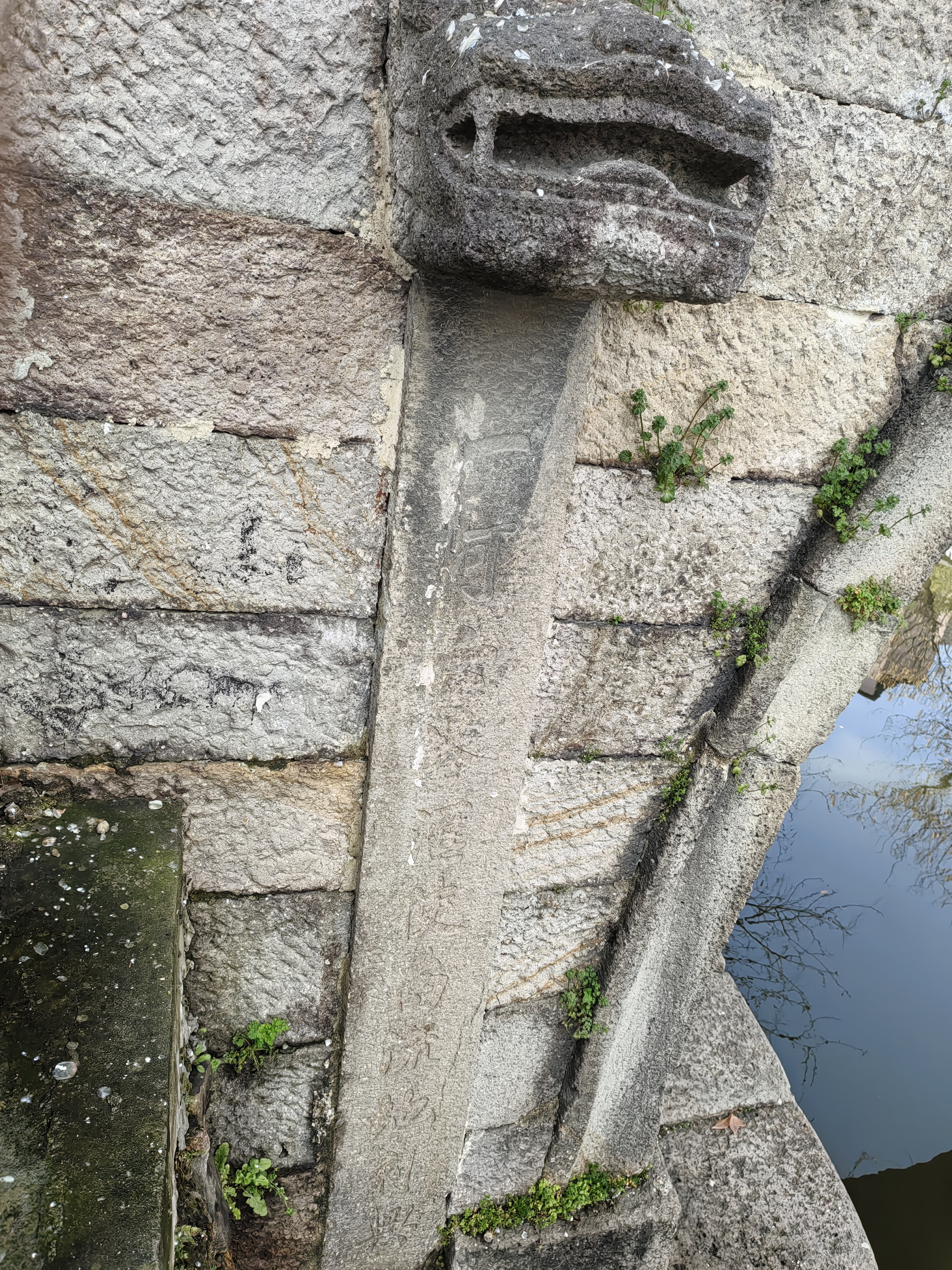
立柱刻有「一河六港滙使南流地利興」，此為東側左立柱